# Masum Türker

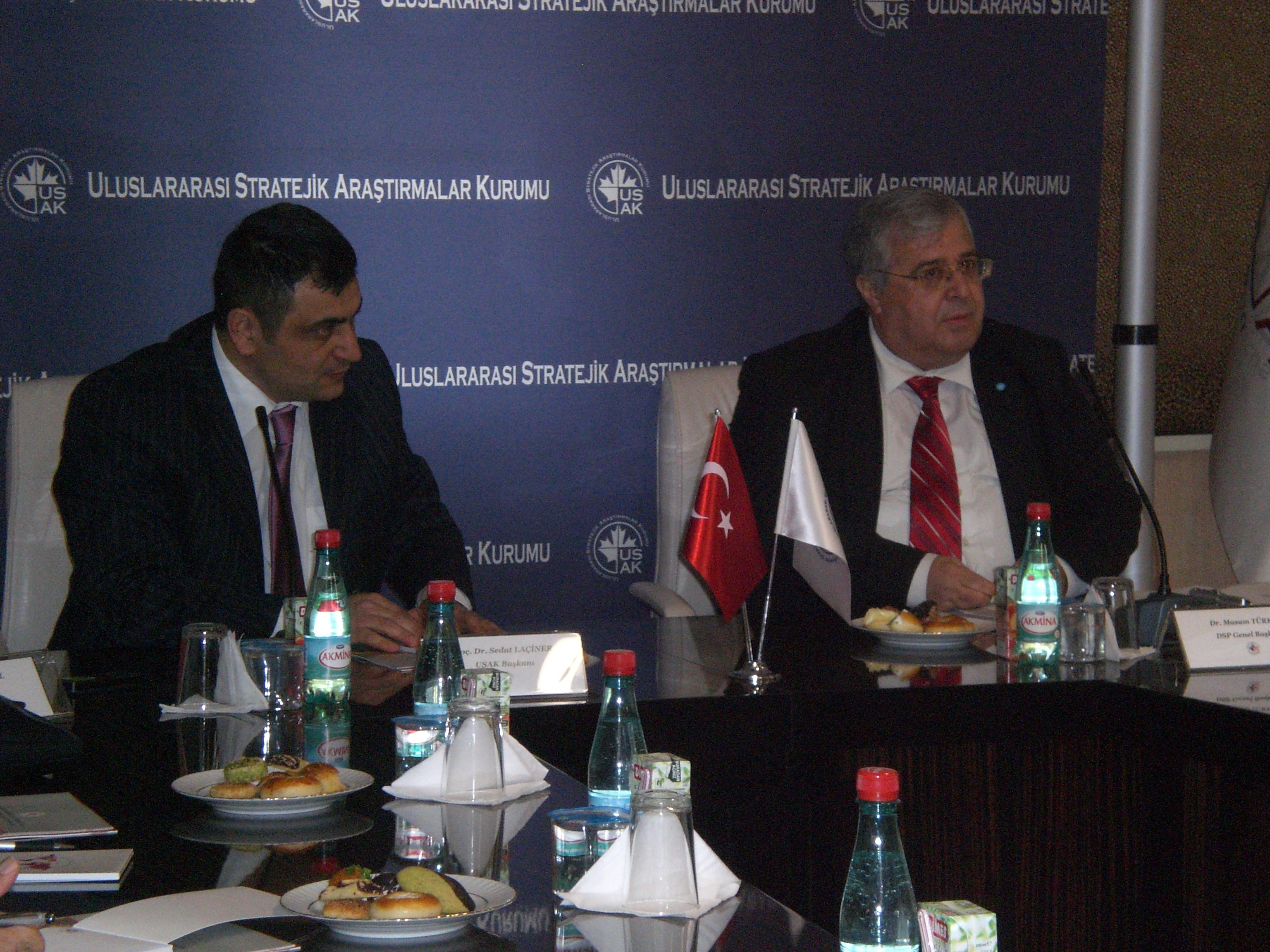
Türker (rechts) 2010

Masum Türker (* 1951 in Mardin) ist ein türkischer Journalist und ist seit dem 18. Mai 2009 als Nachfolger von Zeki Sezer der Vorsitzende der Partei der Demokratischen Linken (Demokratik Sol Parti, DSP).
Er ist ein Absolvent des Pertevniyal-Gymnasiums und der Fakultät für Betriebswirtschaft an der Universität Istanbul. 
Er trat bei den Wahlen 1991 für die Partei des Rechten Weges (DYP) an, wurde aber nicht gewählt. Seit den Wahlen 1999 war er Abgeordneter für die Demokratische Linkspartei in der Großen Nationalversammlung. Er war Mitglied der Planungs- und Budgetkommission. 
Er war unter Ministerpräsident Bülent Ecevit vom 10. August 2002 bis zum 18. November 2002 als Nachfolger von Kemal Derviş Minister für Wirtschaftsfragen in der 57. Regierung der Türkei.